# Список глав государств в 614 году
Список глав государств в 613 году — 614 год — Список глав государств в 615 году — Список глав государств по годам

## Африка
- Аксумское царство —
  - Герсем, негус (ок. 600 — 614)
  - Армах, негус (614 — ок. 640)

## Америка
- Баакульское царство — Муваан Мат, царь (612 — ок. 615)
- Бонампак — Ах-Ольналь, божественный царь (605 — 610, 611 — ок. 643)
- Шукууп (Копан) — К’ак'-Ти-Чан, царь (578 — 628)

## Азия
- Абхазия (Абазгия) — Барук, князь (ок. 610 — ок. 640)
- Восточно-тюркский каганат — Шибир-хан Тюрк-шад, каган (608 — 619)
- Гассаниды —
  - аль-Айхам VII ибн Джабала, царь (? — 614)
  - аль-Мундир IV ибн Джабала, царь (614 — ?)
- Дханьявади — Тюрия Ситья, царь[англ.] (600 — 618)
- Западно-тюркский каганат — Шегуй-хан, каган (612 — 618)
- Индия —
  - Вишнукундина — Янссрайя Мадхав Варма IV, царь[лит.] (573 — 621)
  - Гауда — Шашанка[англ.], царь (590 — 626)
  - Западные Ганги — Полавира, махараджа (604 — 629)
  - Маитрака — Силадитья I, махараджа[англ.] (ок. 595 — ок. 615)
  - Паллавы (Анандадеша) — Махиндраварман I, махараджа (600 — 630)
  - Пандья — Мараварман Авани Куламани, раджа (590 — 620)
  - Империя Харша — Харша, царь (606 — 646)
  - Чалукья — Сатьяшрая Пулакешин II, раджа (609 — 615)
- Камарупа — Бхаскарварман, царь (600 — 650)
- Картли — Стефаноз I, эрисмтавар (590 — 627)
- Кахетия — Адарнасе I, князь (580 — 637)
- Китай (Династия Суй) — Суй Ян-ди (Ян Гуан), император (604 — 617)
- Корея (Период Трех государств):
  - Когурё — Йонянхо, тхэван (590 — 618)
  - Пэкче — Му, король (600 — 641)
  - Силла — Чинпхён, ван (579 — 632)
- Паган — Попа Сорахан, король[англ.] (613 — 640)
- Персия (Сасаниды) — Хосров II Парвиз, шахиншах (591 — 628)
- Раджарата (Анурадхапура) —
  - Моггаллана III, король (608 — 614)
  - Силамегаванна, король (614 — 623)
- Тарума — Кертаварман, царь (561 — 628)
- Тибет — Намри Сонгцэн, царь (601 — 617)
- Тогон — Муюн Фуюнь, правитель (597 — 635)
- Тямпа — Самбуварман, князь (572 — 629)
- Ченла — Ишанаварман I, раджа (611 — 628)
- Япония —
  - Суйко, императрица (592 — 628)
  - Сётоку, регент (592 — 622)

## Европа
- Аварский каганат — Баян II, каган (602 — 617)
- Англия — Этельберт I, бретвальда (591 — 616)
  - Восточная Англия — Редвальд, король (593 — 624)
  - Думнония — Клемен ап Бледрик, король (613 — 633)
  - Каер Гвенддолеу — Араун ап Кинварх, король (573 — ок. 630)
  - Кент — Этельберт I, король (591 — 616)
  - Мерсия — Керл, король (606 — 626)
  - Нортумбрия — Этельфрит, король (605 — 616)
  - Регед —
    - Северный Регед — Элфин ап Оуэн, король (593/595 — 616)
    - Южный Регед — Тегид ап Гвайд, король (613 — 654)

  - Уэссекс — Кинегильс, король (611 — 643)
  - Элмет — Кередиг ап Гваллог, король (586 — 616)
  - Эссекс — Саберт, король (604 — 616)
- Арморика — Саломон II, король (612 — 658)
- Бавария — Гарибальд II, герцог (610 — 630)
- Бро Варох — Канао II, король (594 — 635)
- Вестготское королевство — Сисебут, король (612 — 621)
- Византийская империя — Ираклий I, император (610 — 641)
  - Африканский экзархат — Григорий, экзарх (610 — 647)
  - Равеннский экзархат — Иоанн I Лемигий, экзарх (611 — 616)
- Домнония — Юдикаэль, король (610 — 640)
- Ирландия — Маэл Коба мак Аэд, верховный король (612 — 615)
  - Айлех — Суибн Менн, король (612 — 628)
  - Коннахт — Маэл Котад, король (601/602 — ок. 622)
  - Лейнстер — Ронан мак Колман, король (605 — 624)
  - Мунстер — Финген мак Аэдо Дуйб, король (600 — 618)
  - Ольстер — Фиахне мак Баэтан, король (588 — 626)
- Лангобардское королевство — Агилульф, король (590 — 615/616)
  - Беневенто — Арехис I, герцог (591 — 641)
  - Сполето — Теоделап, герцог (602 — 650)
  - Фриуль —
    - Тасо, герцог (610 — 617)
    - Какко, герцог (610 — 617)
- Папский престол — Бонифаций IV, папа римский (608 — 615)
- Уэльс —
  - Брихейниог — Идваллон ап Лливарх, король (580 — 620)
  - Гвинед — Кадван ап Иаго, король (613 — 625)
  - Дивед — Артуир ап Петрок, король (595 — 615)
  - Поуис — Эйлит ап Кинан, король (613 — 642)
- Франкское королевство — Хлотарь II Великий, король (613 — 629)
  - Австразия —
    - Варнахар, майордом (612 — 617)

  - Бургундия —
    - Радо, майордом (613 — 617)

  - Нейстрия —
    - Гундоланд, майордом (612 — 639)

  - Васкония — Жениал, герцог (602 — 626)
- Фризия — Аудульф, король (600 — ?)
- Швеция — Анунд, король (? — ок. 640)
- Шотландия —
  - Дал Риада — Эохайд I Жёлтый, король (608 — 629)
  - Пикты — Нехтон II, король (599 — 620)
  - Стратклайд (Альт Клуит) — Кустеннин ап Ридерх, король (ок. 613 — ок. 617)

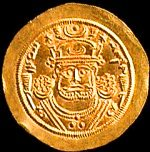
Хосров II Парвиз 591-628 Шахиншах Персии
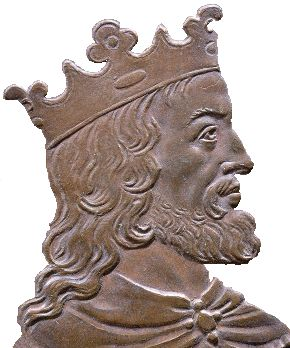
Хлотарь II 584-629 Король франков
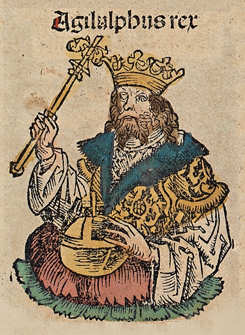
Агилульф 590-615/616 Король лангобардов
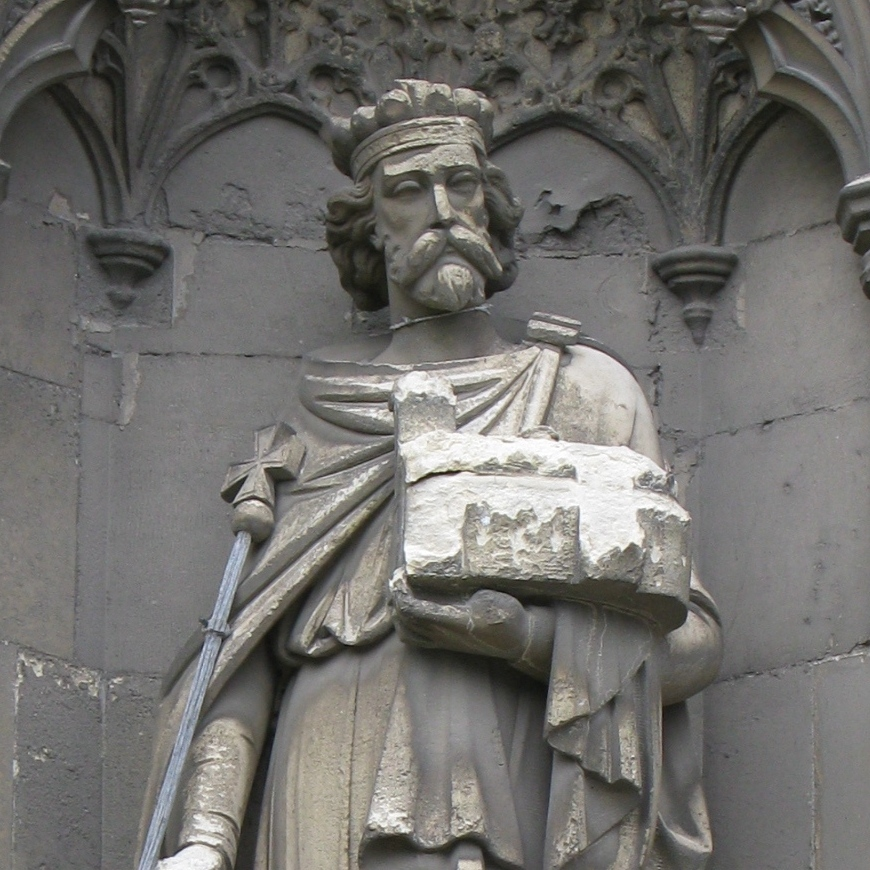
Этельберт I 591-616 Король Кента
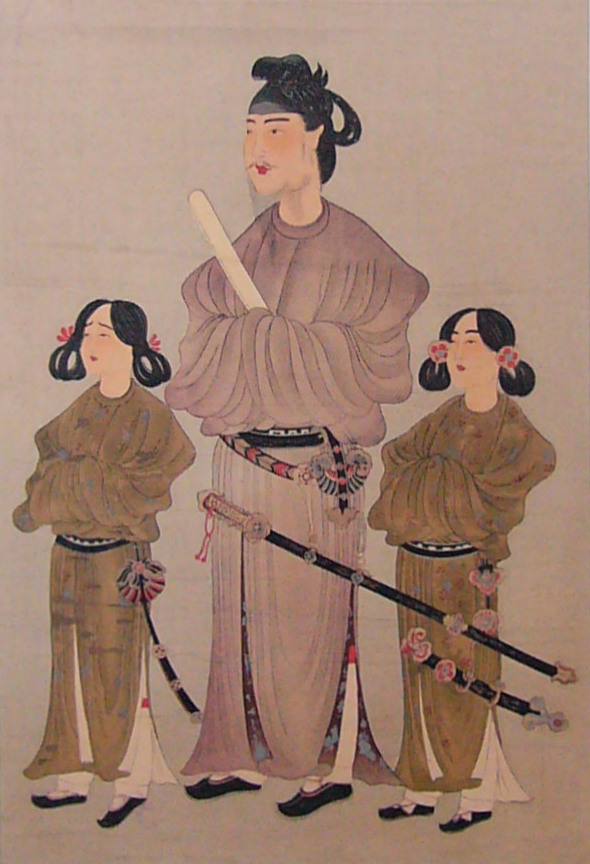
Сётоку 592-622 Принц-регент Японии
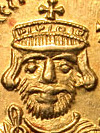
Ираклий 610-641 Император Византии
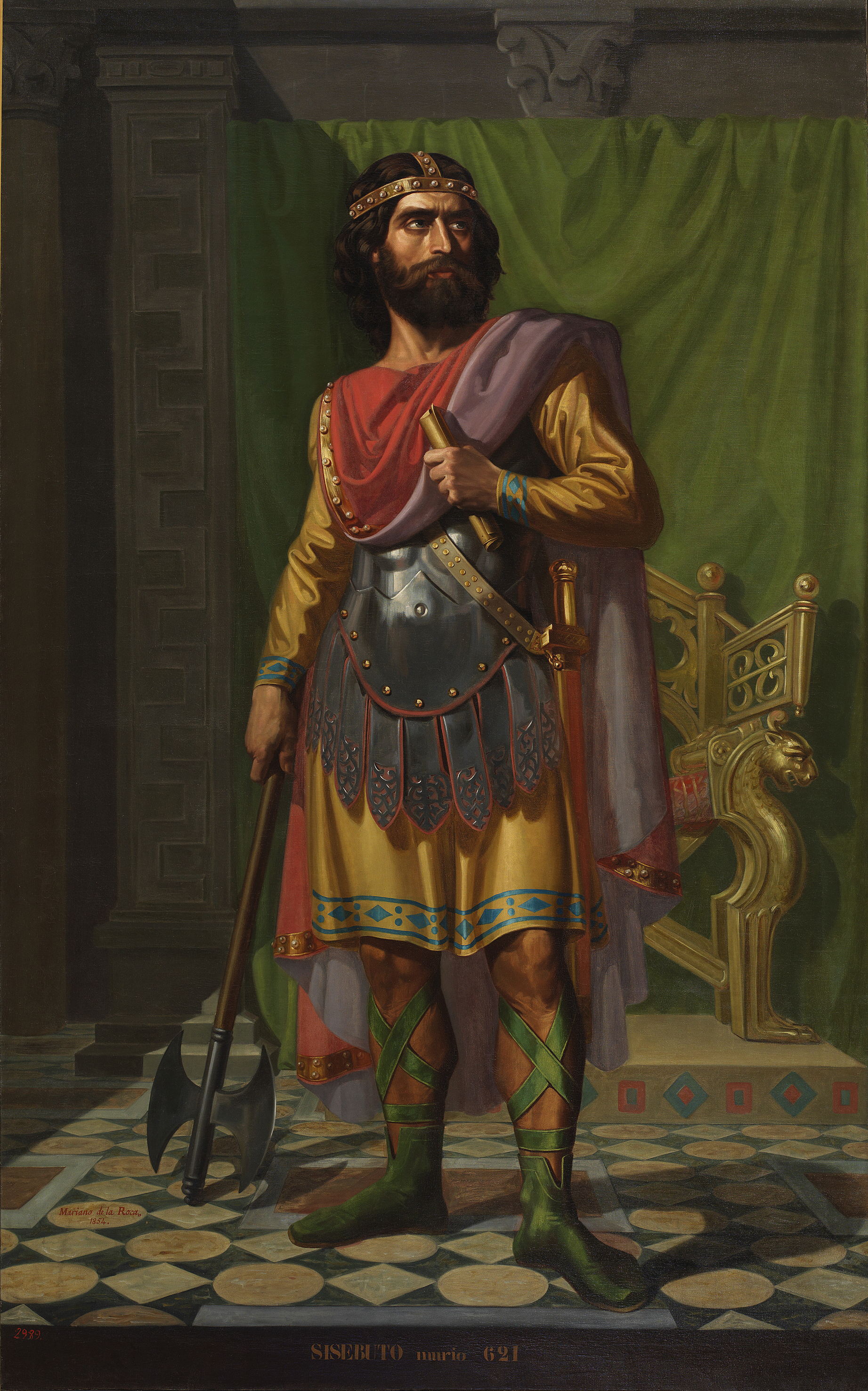
Сисебут 612-621 Король вестготов
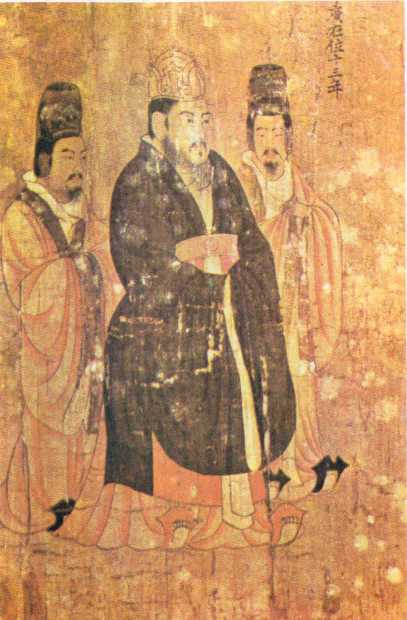
Суй Ян-ди 605-617 Император Китая